# Shatter (jeu vidéo)
Pour les articles homonymes, voir Shatter.
Shatter est un jeu vidéo développé par le studio néo-zélandais Sidhe, sorti en 2009. Le jeu est disponible en téléchargement sur PlayStation 3 et PC. C'est un jeu de casse-briques qui intègre une gestion physique, des boss et un système de contrôle alternatif de la balle basé sur le flux de l'air. Il a reçu un bon accueil critique, considéré comme une interprétation innovante de cet ancien genre. La bande-son de Module, alias Jeramiah Ross, est un élément clé de son succès critique.

## Système de jeu
Shatter est un jeu de casse-briques. Le joueur contrôle une sorte de robot, appelé BAT1138, qui est assigné à des tâches répétitives dans une zone de « récolte cinétique ». Après un dysfonctionnement, le robot s'échappe de sa prison et prend le chemin de paysages grandioses.
Le robot fait office de raquette et peut seulement être déplacé sur un axe à l'extrémité ouverte de l'aire de jeu, qui prend la forme d'une cavité rectangulaire ou circulaire. Le but du jeu est de faire rebondir une balle dans la cavité afin de détruire un assemblage de briques. La balle est perdue lorsqu'elle sort de l'aire de jeu et le nombre de balles à disposition est limité. Le mode principal Histoire est divisé en dix mondes ; chacun contient sept vagues et se termine par une confrontation contre un boss et une section bonus.
La principale caractéristique du robot est sa capacité à aspirer et expirer l'air, ce qui permet d'infléchir à distance la trajectoire de la balle. La fonction permet aussi de repousser les briques qui chutent vers le robot et d'aspirer les fragments de briques détruites dans le but de remplir une jauge de pouvoir. Cette jauge alimente le bouclier du robot, utile pour se protéger des briques et des projectiles (le robot est immobilisé quelques instants quand il est percuté) et fournit une attaque dévastatrice appelée « tempête de tessons » lorsque la jauge est pleine. Une attaque secondaire consiste à faire rebondir sur le bouclier les fragments pour les renvoyer violemment dans la cavité.
Les aires de jeu sont tantôt rectangulaires, avec la raquette positionnée à la verticale sur le côté gauche de l'écran (à la façon de Pong) ou située à l'horizontale au bas de l'écran (à la façon de Breakout), tantôt circulaires, avec la raquette qui se déplace sur un arc au bas de l'écran. L'environnement de jeu est dynamique et possède une physique vraisemblable en termes de collision et de gravitation : les éléments à détruire comprennent des briques aux propriétés variées (statique/mobile, résistance, masse, brique pivot ou explosive) et des objets aux interactions particulières (capable d'aspirer, de souffler, de se propulser avant d'exploser, de générer une rotation, de fabriquer des planétoïdes). Les agencements isolés et statiques des premiers niveaux laissent placent à des mécanismes et des constructions plus ou moins élaborés, dynamiques et précaires.
Il est possible de lancer jusqu'à quatre balles simultanément dans l'aire de jeu. Le contrôle étendu de la balle permet de détruire méthodiquement les structures en ciblant des points stratégiques. Le système de score récompense la destruction de briques à la chaîne. Un multiplicateur permet d'accroître les points engrangés de manière exponentielle : il augmente lorsque le robot aspire les fragments et diminue lorsque des briques sortent de l'aire de jeu. Certaines briques détruites laissent échapper aléatoirement des power-up (l'imbattaballe, la manœuvraballe) et des bonus (multiplicateur et fragments doublés, vie et pouvoirs supplémentaires).
Après la septième vague, le joueur est confronté à un boss, une créature imposante qui possède un ou plusieurs points faibles, puis s'engage dans une épreuve bonus, qui consiste à maintenir trois balles à la vitesse exponentiel dans l'aire de jeu. À l'issue de chaque monde, des bonus de points sont obtenus en fonction du temps total réalisé, du nombre de tempêtes de tessons déclenchées et si aucune brique n'a heurté le robot. Le jeu propose des classements en ligne.
La progression dans le mode principal débloque les modes de jeux Boss et Bonus. Le premier consiste à combattre les dix boss du jeu à la suite le plus rapidement possible, le deuxième à enchaîner trois sections bonus sur les différentes aires de jeu en marquant le maximum de points. La version PC intègre deux modes supplémentaires, Endless et Time Attack, jouables en solo et en coopération.

## Développement
| Équipe de développement |
| --- |
| - Concept original : Andy Satterthwaite - Producteur délégué : Andy Satterthwaite, Mario Wynands - Producteur : Alan Bell - Game Design : Alan Bell, Anthony Blackbett, James Evertt, John Brown - Level Design : Daizong Gong, Dan Smart - Artiste (lead) : Corie Geerders - Programmeur (lead) : Christian Schladetsch, Rory McCarthy - Sound Design : Dan Smart, Jeramiah Ross - Musique : Jeramiah Ross |

Shatter est le deuxième jeu original de Sidhe, le plus important studio de développement de Nouvelle-Zélande, basé à Wellington. Le développement s'est étalé sur dix-huit mois et a occupé quatre à cinq de personnes sur l'essentiel du projet. Une année de développement était planifiée à l'origine mais du temps supplémentaire fut alloué pour tirer des avantages de découvertes de gameplay et pour peaufiner le tout. Andy Satterthwaite, le concepteur de GripShift, est à l'origine du concept. L'idée de départ est de « réinventer » le jeu de casse-briques, un genre presque aussi vieux que le jeu vidéo lui-même, défini par Breakout (1976), et dont l'ascendance remonte à Pong (le combat final pastiche le jeu de 1972). La démarche des game designer a consisté à déconstruire le genre pour isoler les éléments de base et à tester divers hypothèses avant de bâtir le jeu en implémentant de la physique et des boss.
L'approche adoptée a supposé l'examen de nombreux éléments. Le premier prototype, réalisé de manière très basique en flash, remet par exemple en cause le schème de contrôle de la raquette. L'équipe s'est appuyé sur des tests-utilisateurs pour évaluer le jeu et mettre en évidence les problèmes. Le jeu s'est amélioré « de manière drastique » avec le temps et n'a complètement convaincu les joueurs qu'à la dernière session. L'intégration du système d'aspiration et d'expiration s'est avéré problématique car les joueurs en venaient à négliger le rôle de la raquette. La portée du flux d'air a dû être localisée et limitée pour réduire le contrôle sur la balle. Cette mécanique de gameplay originale comble des limitations traditionnelles du jeu de casses-briques, comme la nature intermittente du contrôle et la difficulté posée par les dernières briques. Shatter se démarque aussi d'Arkanoid (1986), la grande influence du genre, par le nombre restreint de power-up.
Les développeurs utilisent une technologie propriétaire de développement, Stencil, et le moteur de rendu graphique PhyreEngine, une solution multiplate-forme et gratuite, adaptée pour ce projet au « budget serré » selon Mario Wynands, directeur technique de Sidhe. Les principaux outils utilisées sont Adobe Photoshop, Maya, et Visual Studio ainsi qu'un éditeur de niveau personnalisé.

## Musique
| Shatter: Official Videogame Soundtrack |
| --- |
| 1. Kinetic Harvest 2. Aurora 3. Granular Extractor 4. Krypton Garden 5. Freon World 6. Amethyst Caverns 7. Neon Mines 8. Argon Refinery 9. Xenon Home World 10. The End of the World 11. Boss Music (All Sections) 12. Homelands (Credits Music) 13. Glass Halls (Menu Music) 14. Hyperspace (Bonus Level) |

Module, alias Jeramiah Ross, a créé la musique et les effets sonores du jeu. La bande-son comprend plus de 80 minutes de musiques réparties sur quatorze titres et mêle différents genres de l'electro au glam rock en passant par le rock électronique. Le groupe français Daft Punk est une influence du compositeur. L'ambiance sonore rétro cherche à capturer l'« âge de découverte » représenté par les années 1980 en matière de musique et de technologie et s'inspire aussi des sonorités rencontrées à cette époque dans les jeux d'arcade et sur des ordinateurs comme l'Amiga, le Commodore 64 et l'Atari ST.
L'artiste indépendant a collaboré avec l'équipe de développement pendant plus d'un an, notamment avec le producteur musical Jos Ruffell. La musique est intimement liée aux décors traversés : elle a beaucoup évolué avec le jeu jusqu'à ce que l'esthétique soit définie. Une première version de la bande-son est abandonnée : basée sur l'idée du combat contre les machines, elle dépeint un paysage sonore industriel oppressant. La version finale est centrée sur la perspective du personnage principal et illustre son voyage émotionnel d'émancipation et de découverte,. Module travaille avec le séquenceur Ableton Live et joue la plupart des instruments utilisés (guitare électrique, synthétiseur). Un album officiel, Shatter: Official Videogame Soundtrack, est publié en téléchargement en parallèle à la sortie du jeu (9 $99).

## Accueil
Shatter est commercialisé en téléchargement en juillet 2009 sur le service PlayStation Network, simultanément en Amérique du Nord, en Europe et en Océanie (US7,99 $; 5,99 €) et en mars 2010 sur la plate-forme Steam (9,99 $ 7,99 €). Le positionnement tarifaire particulier vise à concurrencer les standards à 10 $ tout en évitant d'être assimilé à un titre « budget » (5 $). Après un peu plus d'une semaine de commercialisation, les ventes s'élèvent à 30 000 exemplaires, un résultat conforme aux attentes des producteurs. En mars 2010, le classement PS3 en ligne affiche 80 000 utilisateurs.
Le jeu est bien accueilli par la presse spécialisée, avec une note moyenne de 86 % dans les médias anglophones. Oli Welsh, du site Eurogamer (8/10), estime que Shatter est « un jeu d'arcade captivant, intelligent, bien conçu et exécuté », à la bande-son rétro-futuriste « absolument fantastique ». Selon lui, les caractéristiques originales du jeu apportent un pouvoir et une flexibilité sans précédent dans le genre : le joueur dispose des outils pour contrecarrer le hasard en pensant vite et en jouant de manière créative. Pour Daemon Hatfield, du site IGN (9/10), le jeu est « un délice du début à la fin » et « se hisse aux-côtés de Breakout et Arkanoid comme l'un des (sinon le) meilleurs jeux de casse-briques jamais créés ». GameSpot (8/10) loue l'inventivité du gameplay, les combats de boss « mémorables », la bande-originale « exceptionnelle » et la bonne intégration des classements. Les principaux griefs relèvent du système de score, régit par des règles qui manquent de transparente ou de cohérente, et de la durée de vie, limitée à quelques heures pour les joueurs désintéressés par le scoring,,.
Shatter a reçu le prix du « Meilleur jeu téléchargeable » de l'année 2009 par la Game Developers’ Association of Australia (aussi nommé dans les catégories Audio, Gameplay et Jeu de l'année). Il est élu « Meilleur jeu PlayStation Store » de l'année 2009 par le site IGN. La bande-son de Jeramiah Ross a été nommée à l'Independent Games Festival 2010 et a reçu plusieurs distinctions des médias spécialisés, notamment « Meilleure bande-son originale » de l'année 2009 par le site Giant Bomb.